# Raw Nerve (entreprise)
Pour les articles homonymes, voir Raw Nerve.
Raw Nerve est une société de production américaine créée par Eli Roth, Scott Spiegel et Boaz Yakin. Elle a notamment produit la saga Hostel.

## Filmographie
- 2005 : Hostel d'Eli Roth
- 2005 : 2001 Maniacs de Tim Sullivan
- 2007 : Hostel, chapitre II (Hostel: Part II) d'Eli Roth
- 2011 : Hostel, chapitre III (Hostel: Part III) de Scott Spiegel